# Rickling
Rickling (niederdeutsch Rickel) ist eine Gemeinde im Kreis Segeberg in Schleswig-Holstein.

## Geografie

### Geografische Lage
Das Gemeindegebiet von Rickling erstreckt sich im Landschaftsbereich des Naturraums Holsteinische Vorgeest an der südlich des Ortes entlang fließenden Rothenmühlenau etwa 11 km nordwestlich von Bad Segeberg.

### Ortsteile
Fehrenbötel und Kuhlen liegen im Gemeindegebiet.

### Nachbargemeinden
An Rickling grenzen die Gemeindegebiete von:
| Groß Kummerfeld            | Gönnebek                                    |                      |
| Latendorf, Heidmühlen      | Kompassrose, die auf Nachbargemeinden zeigt | Trappenkamp, Daldorf |
| Buchholz (Forstgutsbezirk) | Wahlstedt                                   | Negernbötel          |

## Geschichte
Im Jahr 1164 wurde der Ort erstmals erwähnt.
Bereits 1883 errichtete der Landesverein für Innere Mission in Schleswig-Holstein am Ort die Arbeiterkolonie Rickling.
1931 wurden die „Holsteinische Heilstätten für Nerven- und Alkoholkranke“ eröffnet, das heutige Psychiatrische Krankenhaus Rickling. Nach dem Krankenmord 1941 diente es als Ausweichkrankenhaus für Hamburg.
In der Zeit des Nationalsozialismus wurde 1933 auf dem Gelände des Landesvereins für Innere Mission das Konzentrationslager Kuhlen errichtet (Juli bis Oktober, mit etwa 200 Häftlingen aus Schleswig-Holstein).

## Politik

### Gemeindevertretung
Bei der Kommunalwahl am 14. Mai 2023 wurden insgesamt 17 Sitze vergeben. Von diesen erhielt die CDU acht Sitze, die Aktiven Bürger Rickling fünf Sitze und die SPD vier Sitze.

### Wappen
Blasonierung: „In Rot ein schräglinker silberner Wellenbalken, begleitet oben von dem silbernen Zeichen (Kronenkreuz) des Diakonischen Werkes, unten von einem silbernen Pflug.“

## Sehenswürdigkeiten
- Die Evangelische Dorfkirche Rickling aus dem Jahre 1908 ist denkmalgeschützt.

## Wirtschaft und Infrastruktur
Ein wichtiger Wirtschaftsbereich ist die Soziale Arbeit. Der Sitz des Landesvereins für Innere Mission mit dem Betrieb Psychiatrisches Krankenhaus befindet sich in Rickling. Der Landesverein ist auch Träger des Altenpflegeheims Rickling im Johannes-Voigt-Haus und Theodor-Kaftan-Haus, zu dem eine betreute Seniorenwohnanlage gehört. Insgesamt werden in den genannten Einrichtungen ca. 1100 Menschen betreut.
Seit 1996 hat Rickling eine eigene Brauerei, die Ricklinger Landbrauerei.

### Öffentliche Einrichtungen
In der Gemeinde gibt es einen Sportplatz, ein Freibad und Reit- und Tennisanlagen.

### Verkehr
Die Trasse der Bundesstraße 205 führt nordöstlich des Kirchdorfs durch das Gemeindegebiet. Sie führt als Abzweig von der A 21 nach Neumünster mit direktem Anschluss an der A 7 (Anschlussstelle Neumünster-Süd).
Der Ort hat daneben einen Haltepunkt an der Bahnstrecke Neumünster–Bad Oldesloe.

## Söhne und Töchter der Gemeinde
- Karl-Ulrich Meves (1928–2025), Schauspieler und Synchronsprecher